# Толочко, Владислав
Владислав Толочко (бел. Уладзіслаў Талочка; 6 [18] февраля 1887, Гродно — 13 ноября 1942, Вильнюс) — белорусский религиозный деятель, культуролог, историк, литературовед.

## Биография
Родился 6 или 18 февраля 1887 года в Гродно. В 1896—1904 годах учился в Гродненской гимназии. С октября 1906 года семинарист Виленской духовной семинарии. В 1909 году был священником. В 1909—1914 годах изучал богословие и философию в Католическом университете в Инсбруке (Австрия).
С 1914 — священник в Вильно, использовал белорусский язык в проповедях. В 1915—1918 годах один из инициаторов и организаторов Виленского комитета помощи пострадавшим от войны, Белорусского детского приюта «Золак». С 1917 года был связан с белорусской национально-религиозной политической организацией «Христианско-демократическое единство». Участвовал в организации и проведении Белорусской конференции в Вильно (1918), Белорусского съезда в Вильно и Гродно (1919). Входил в состав Литовской Тарибы (1918—1920). В 1916—1918 годах преподавал религию в белорусских виленских школах.
Публиковал религиозные статьи в виленском журнале «Dwutygodnik Diecezjalny». Инициировал издание белорусской католической газеты «Беларусь». За свою деятельность с 1920-х годов подвергался преследованиям со стороны польских светских и духовных властей.
В межвоенный период являлся одним из ведущих публицистов популярного издания «Przegląd Wileński». Сотрудничал с немецкой, итальянской, литовской, украинской и польской прессой. 15 декабря 1938 года отправлен в Белосток как «неблагонадежный». В начале Второй мировой войны вернулся в Вильно. Умер 13 ноября 1942 года в возрасте 55 лет. Похоронен на Виленском кладбище Расу.